# Ednei Caminhas
Ednei de Souza Caminhas é um peão de boiadeiro brasileiro, que se consagrou campeão do mundo de montaria em touros pela PBR (Professional Bull Riders) em 2002. Foi campeão em 7 países, Canadá, Austrália, Costa Rica, Costa do Marfim, México e Guatemala... Acumulando em sua carreira 5 milhões e 800 mil dólares! Casado com Gabriela Pessoa Caminhas pai de João Paulo Caminhas e João Lucas Caminhas.
No ano de 2016 começou a competir no campeonato da PRCA nos Estados Unidos.